# ジャッキー・チェンの秘龍拳/少林門
『ジャッキー・チェンの秘龍拳/少林門』（ジャッキー・チェンのひりゅうけん/しょうりんもん、原題：少林門、英題：The Hand Of Death）は、1975年製作・1976年公開の香港映画。監督はジョン・ウー。『ジャッキー・チェンの～』という邦題だが、ジャッキー・チェンは準主役であり、主演はレオン・タン。

## 概要
製作後にお蔵入りとなり、香港では1976年7月15日に劇場公開された。日本では劇場未公開で、『ジャッキー・チェンの秘竜拳』という邦題でテレビ放送されたあと、『ジャッキー・チェンの秘龍拳/少林門』の邦題でビデオ化・DVD化された。
ジャッキー・チェン、サモ・ハン・キンポー、ユン・ピョウの「ゴールデン・トリオ」とのちに呼ばれる3人が初めて共演した映画である。サモ・ハンは本作では悪役を務め、武術指導も担当している。

## あらすじ
かつて少林寺の修行僧だったシー・シャオフェンは全国制覇をもくろみ、武術を弾圧する清朝の役人と組んで少林寺の人間を次々と惨殺し、絶大な勢力を持つようになる。
それから10年後、難を逃れ身を隠していた少林寺の道場主は、シーの打倒のため、高弟ユン・フェイを送り出すも、彼は立ちはだかるシーの親衛隊「八虎将」に敗れ、少林寺の残党の居所を吐かされるために監禁されてしまう。
しかしユン・フェイは、少林寺の残党で、兄のかたきを追う鍛冶屋の若者・タンの手助けで脱出に成功する。また、シーと因縁のある剣の達人・ゾロや、清朝打倒を目指す革命家のチャンらと知り合う。彼らは技と身体を鍛え抜き、少林寺の復興を成し遂げるために、再びシー一味との決闘を迎える。

## キャスト
| 役名                                        | 俳優                            | 日本語吹替 |
| 役名                                        | 俳優                            | TBS版      |
| ------------------------------------------- | ------------------------------- | ---------- |
| ユン・フェイ                                | レオン・タン                    | 玄田哲章   |
| シー・シャオフェン                          | ジェームズ・ティエン            | 柴田秀勝   |
| タン                                        | ジャッキー・チェン              | 石丸博也   |
| チューウェイ                                | ジュ・チン                      | 高島雅羅   |
| トウ・チン （シーの側近）                   | サモ・ハン・キンポー            | 水島裕     |
| ゾロ                                        | ヤン・ウェイ                    | 古川登志夫 |
| タンの兄                                    | カオ・チャン                    |            |
| 「笑うキツネ」 （居酒屋の店主・シーの側近） | キム・キジュ                    | 上田敏也   |
| チューコウ （革命家）                       | チン・ボンチン                  | 石森達幸   |
| チャン・イー （革命家）                     | ジョン・ウー                    | 鈴置洋孝   |
| タオ                                        | チャン・インハン                | 千葉順二   |
| 大智禅師 （少林寺の管長）                   | チャン・パオシャン              | 石井敏郎   |
| 少林寺の弟子                                | ウィルソン・トン                | 鈴置洋孝   |
| 八虎将                                      | ユン・ワー                      |            |
| 八虎将                                      | チョ・チュン                    |            |
| 八虎将                                      | チャン・ジョング                |            |
| 八虎将                                      | シン・チャンイル                |            |
| 八虎将                                      | ラム・ハクミン                  |            |
| 八虎将                                      | トン・カムトン                  |            |
| 八虎将                                      | トー・ワイホー                  |            |
| 八虎将                                      | マン・ディンゴー                |            |
| 矢で射られる兵士                            | ユン・ピョウ （クレジットなし） | 古谷徹     |

- TBS版：初回放送1983年3月20日『月曜ロードショー』※日本語吹替収録版DVD収録、Blu-ray収録
  - 日本語吹き替え版はテレビ放映時の特別編集に準拠している（後述）。

## スタッフ
- 監督・脚本：ジョン・ウー
- 製作総指揮：ペン・チェン
- 製作：レイモンド・チョウ
- 武術指導：サモ・ハン・キンポー
- 音楽：ジョセフ・クー

## 製作
ジョン・ウーの香港時代初期の監督作品で、ウーは出演もしている。音楽はブルース・リーの主演作『ドラゴン危機一発』などのジョセフ・クーが担当した。
主演のレオン・タンは「神の脚」という異名を持つテコンドーの達人で、『空飛ぶ十字剣』などの主演作がある。
ジャッキー・チェンは1973年に『タイガー・プロジェクト/ドラゴンへの道 序章』で初主演を果たし、その後は一家でオーストラリアに移住して映画界を離れ、コックや左官をしていた。しかし香港が恋しくなったジャッキーは「まだ映画の仕事が残っている」と父親に嘘をつき、香港へと戻る。香港へ戻ったはいいが、仕事があまりもらえなかったジャッキーは、気は乗らないもののサモ・ハンに連絡をする。するとサモ・ハンはよく一緒に仕事をしていた、当時若手監督だったジョン・ウーの作品である本作への出演を勧めたという。

### 日本語吹き替え版の制作
テレビ放送時はジャッキー・チェン主演作品として宣伝され、準主役だったジャッキーの主演作品であるような編集がなされたため、本来の主演のレオン・タンのシーンは多くカットされている。現行のビデオソフト版の日本語吹替はこのテレビ放送版を用いており、かつソフト化の際に新規録音・追加録音をしていない。
日本語吹き替えでは悪役のジェームズ・ティエンが使う拳法の名前を「がちょう拳」としている。これは、英語版のセリフ「Goose Fist（がちょうの拳）」を元に翻訳したものだと思われる。